# Wilmer Bravo
Wilmer Bravo Isaga (22 december 1981) is een Venezolaans wielrenner.

## Carrière
In 2007 behaalde Bravo zijn eerste UCI-overwinning door de vierde etappe van de Ronde van Venezuela op zijn naam te schrijven. Drie jaar later won hij de derde etappe in de Ronde van Cuba, waardoor hij de leiderstrui overnam van Jaime Castañeda. Na de zesde rit raakte hij zijn leidende positie kwijt aan Vicente Sanabria. Uiteindelijk werd Bravo achttiende in het algemeen klassement. Later dat jaar finishte hij verschillende keren bij de beste tien renners in etappes in de Ronde van Venezuela en de Ronde van Costa Rica, maar tot een overwinning kwam het niet. In 2011 behaalde Bravo meerdere ereplaatsen in de Ronde van Táchira en won hij wederom een etappe in de Ronde van Venezuela.
Na vijf seizoenen zonder UCI-overwinning mocht Bravo in de zevende etappe van de Ronde van Táchira in 2017 het zegegebaar maken, nadat hij in een sprint met zeven aan het langste eind trok.

## Overwinningen
2007
4e etappe Ronde van Venezuela
2010
3e etappe Ronde van Cuba
2011
6e etappe Ronde van Venezuela
2017
4e etappe Ronde van Táchira
2019
4e etappe Ronde van Miranda